# Štefan Tiso
Štefan Tiso (Nagybiccse, 18 de octubre de 1897 – Mírov, 28 de marzo de 1959 en la cárcel para presos políticos de Leopoldov) fue un político y abogado eslovaco. Durante unos meses ejerció el cargo de primer ministro de la primera República Eslovaca, el régimen colaboracionista impuesto por la Alemania nazi.

## Biografía
Licenciado en derecho, jurista y miembro del Partido Popular Eslovaco de Hlinka, era primo de Josef Tiso —líder del partido desde 1938—. Después de que en marzo de 1939 se proclamase la independencia de Eslovaquia, Tiso pasó a ser presidente del Tribunal supremo.
En el otoño de 1944, tras el inicio de la llamada Insurrección nacional eslovaca, los alemanes se hicieron con las riendas del país y el 5 de septiembre pusieron a Stefan Tiso al frente del gobierno colaboracionista eslovaco, en sustitución de Vojtech Tuka. Tiso autorizó y coordinó la represión nazi en Eslovaquia contra los insurgentes antinazis, así como la represión y el exterminio de los judíos eslovacos. Estuvo al frente del gobierno títere hasta la primavera de 1945, cuando Bratislava fue liberada por el Ejército soviético. Capturado tras la guerra, fue juzgado por las autoridades checoslavacas y condenado a cadena perpetua.